# Ingagna
L'Ingagna è un torrente del Piemonte che interessa la Provincia di Biella, tributario del Torrente Elvo.

## Corso del torrente
Nasce attorno a quota 1100 m in comune di Donato sugli ultimi contrafforti meridionali della Colma di Mombarone.

Il suo corso è orientato in senso ovest-est e scava una valle pressappoco parallela a quella del vicino Torrente Viona ed alla Serra di Ivrea.
Segna per un buon tratto il confine tra Netro e i comuni prima di Donato e poi di Mongrando. 
 Giunto a toccare il comune di Graglia viene sbarrato da una diga che forma un invaso lungo più di 2 km.
Dopo la diga il torrente piega leggermente verso sud e, attraversato l'abitato di Mongrando, riceve da destra la confluenza del suo maggiore affluente, il Torrente Viona.
Uscito ormai nella pianura biellese va infine a confluire circa un km più a valle nell'Elvo, a 300 metri di quota.

A differenza di quanto riportato nei documenti della Regione Piemonte una fonte autorevole quale il SIBAPO (Sistema informativo dell'Autorità di Bacino del Fiume Po) considera l'Ingagna come un affluente della Viona, attribuendo quindi a quest'ultimo la lunghezza dell'intera asta fluviale tra le sorgenti del Viona e la confluenza nell'Elvo.

## Principali affluenti

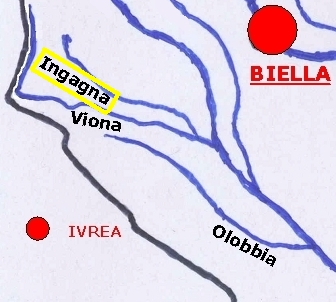
Ingagna e Viona

A parte il Torrente Viona gli affluenti di una certa importanza sono tutti in sinistra idrografica, in quanto sulla destra del corso d'acqua il bacino è molto limitato dalla vicinanza con la Viona stessa, che scorre parallela all'Ingagna ad una distanza che a volte scende sotto il km.
   Andando da monte verso valle si possono ricordare:
- rii Gre e Strusa: nascono alle falde del Bric Paglie e confluiscono a monte della diga;
- rii Ara, Boiro e Griola: drenano il territorio attorno a Graglia e sboccano nell'invaso dell'Ingagna;
- Rio Vobbia: scava una piccola valle tra le colline di Muzzano e Camburzano e sfocia nell'Ingagna a Mongrando;
- Torrente Viona.

## Utilizzi

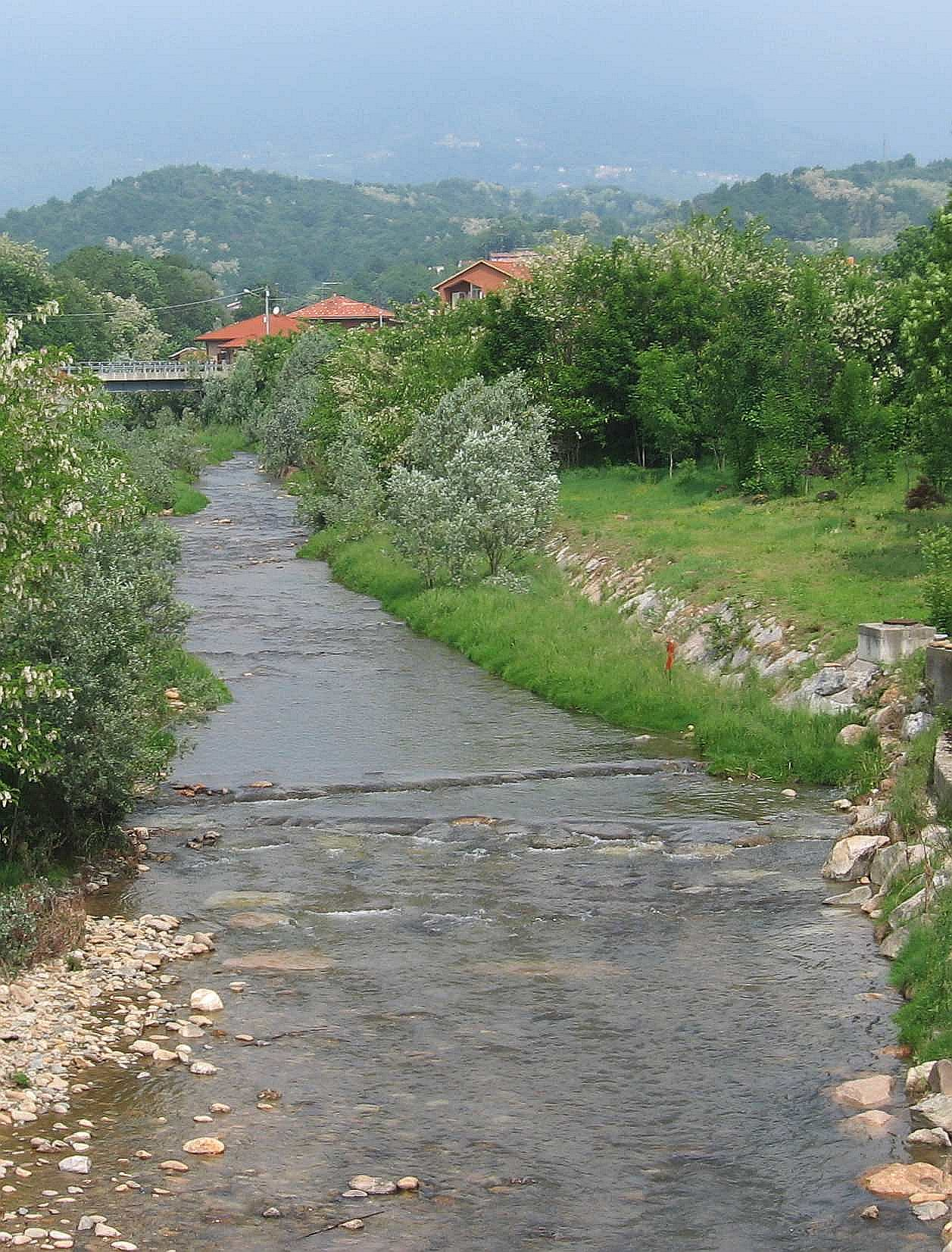
La valle dell'Ingagna vista dal ponte di Mongrando (BI)

Il bacino dell'Ingagna è stato realizzato per un prevalente uso irriguo al quale si affianca però anche un utilizzo idropotabile. Può contenere fino a 8 milioni di metri cubi di acqua ed è gestito dal Consorzio di Bonifica della Baraggia (Ovest Sesia).